# そして、ユリコは一人になった
『そして、ユリコは一人になった』（そして、ゆりこはひとりになった）は、貴戸湊太の小説。
不思議な力によって逆らう者を不幸にする「ユリコ様伝説」が崇拝されている高校において、「ユリコ様」を決める争いに巻き込まれた主人公が、親友とともに連続死の真相と伝説の謎に挑むさまを描く学園ミステリ。
第18回『このミステリーがすごい!』大賞に貴志祐方名義で「ユリコは一人だけになった」というタイトルで応募し、テレビドラマ化を前提としたU-NEXT・カンテレ賞を受賞した。改題・加筆修正され、2020年2月6日に宝島社文庫が刊行された。同年3月 - 4月にテレビドラマ化された。

## あらすじ
神戸市灘区に位置する進学校の百合ヶ原高校は、以前は女子校だった名残りで、今も男子生徒より女子生徒が強い風潮がある。この学校では、ユリコ様伝説が言い伝えられていた。「ユリコ様」とは特権的な身分の生徒のことで、彼女に逆らう者には不幸が訪れる。「ユリコ様」になれるのは、百合ヶ原高校に通う名前の読みが「ユリコ」である女子生徒、たった一人。百合ヶ原高校に「ユリコ」が複数在籍していた場合には、残り一人になるまで「ユリコ」は転校や退学で自然淘汰されていくという。
新入生の矢坂百合子が入学するまでは、百合ヶ原高校には「ユリコ」は筒見友里子ただ一人であったが、新入生には「ユリコ」の名を持つ生徒が百合子を含めて4人いた。部活の先輩からユリコ様伝説について聞いた百合子は、親友の嶋倉美月に相談を持ちかけるが、美月は「ただのオカルト」と一蹴する。しかし、三年生の浅香樹里が学校の屋上から飛び降りたのを皮切りに、不幸な出来事が連鎖していく。

## 登場人物
矢坂百合子（やさか ゆりこ）
百合ヶ原高校一年生。テニス部所属。親友の美月と離れたくなくて、美月が志望していた百合ヶ原高校を一緒に受験し合格する。しかし、高校では美月とクラスが別れ、クラスメイトからいじめを受けるようになった。名前の読みが「ユリコ」であったことから、ユリコ様候補となってしまう。
嶋倉美月（しまくら みづき）
百合ヶ原高校一年生。演劇部で脚本を担当している。小学生の頃からの百合子の親友。漆黒のロングヘアで、百合子がうらやむ美貌を持つ。ユリコ様伝説の謎を論理的に推理し、ユリコ様候補になって怯える百合子を元気づける。
筒見友里子（つつみ ゆりこ）
百合ヶ原高校三年生。百合子が入学するまで「ユリコ様」だった。4月以降も「ユリコ様」の座を守るため、他のユリコ様候補を敵視する。いつも三つ編みで、制服の下に赤いシャツを着ている。
由利小太郎（ゆり こたろう）
百合ヶ原高校二年生。ユリコ様伝説を崇拝する学校非公認サークル「白百合の会」に所属する。小柄でにきびがある。高校一年生のときに、自分や当時のユリコ様候補をいじめていた相手が怪我をしたことでいじめがなくなり、ユリコ様伝説を信じるようになった。
岼子美咲（ゆりこ みさき）
百合ヶ原高校三年生。「白百合の会」所属。痩せていて、目がぎょろりとしている。嫌いな同級生が大怪我したことを「ユリコ様」による天罰だと信じ込み、ユリコ様伝説に傾倒する。
高見沢友利夫（たかみざわ ゆりお）
百合ヶ原高校の化学教師。3年5組担任。30代半ばの陰気な男性。ユリコ様伝説を信じているかに対しては中立の立場だが、ユリコ様がいればいいなと思い、「白百合の会」の顧問を引き受けた。

## テレビドラマ
2020年3月6日から4月24日まで毎週金曜（木曜深夜）0時25分 - 0時55分に、関西テレビの「カンテレドラマらぼ」枠で、『このミス』大賞ドラマシリーズの第5弾として放送。U-NEXTでも金曜10時から配信されている。主演は玉城ティナ。
『このミス』大賞ドラマシリーズの過去4作に全て特別出演している佐藤二朗がクリエイティブ・アドバイザーとして脚本開発およびキャスティングに参加している。
主人公が矢坂百合子ではなく嶋倉美月となり、テレビドラマ版オリジナルキャラクターの神崎真歩・木下壮太・進藤あきらが登場するなど、原作から大きく改変されており、物語の結末も大きく異なっている。

### キャスト
主要人物
- 嶋倉美月（百合ヶ原高校 1年3組） - 玉城ティナ
- 矢坂百合子（1年4組、ユリコ様候補） - 岡本夏美
- 筒見友里子（3年2組、現ユリコ様） - 天野はな
- 由利小太郎（2年1組、白百合の会） - 小越勇輝
- 岼子美咲（2年5組、白百合の会） - 柴田杏花
- 岸ゆり子（1年1組、ユリコ様候補） - 中尾有伽
- 西島揺子（1年2組、ユリコ様候補） - 大原梓
- 松沢佑璃子（1年5組、ユリコ様候補） - 村山優香
- 光野沙良（1年4組） - 森迫永依
- 神崎真歩（1年4組） - 野々村はなの
- 斎藤日向（1年4組） - 神南里奈
- 進藤あきら（1年4組） - 松井健太
- 浅香樹里（3年2組） - 紺野彩夏
- 木下壮太（3年4組） - 小平大智
- 水島百合子（過去のユリコ様候補） - 田中芽衣
- 東田福助（1年4組担任） - 福澤重文
- 里中鉱次（刑事） - 馬場良馬
- 半藤周作（刑事） - 三溝浩二
- 学校の校務員 - 佐藤二朗（特別出演）
- 高見沢友利夫（3年2組担任） - 平岡祐太

その他の生徒
- 大島恵理子 - 大森つばさ
- 永尾明日香 - 橘ほの花
- 佐藤那奈 - 橘美紅
- 新山春香 - 南にこ
- 鈴木由香里 - 伊藤里彩
- 中野美希 - 神田未来
- 安藤明子 - 瀬戸りな
- 前田咲良 - 田口夏帆
- 田坂ひかり - 朝比奈南
- 横山巧 - 武田勝斗
- 北村雄一 - 内海大樹

### スタッフ
- 原作 - 貴戸湊太 『そして、ユリコは一人になった』（宝島社刊）
- 脚本・演劇演出 - 杉山嘉一
- クリエイティブ・アドバイザー - 佐藤二朗
- 音楽 - 吉川清之
- 主題歌 - Qyoto 「Lily girl」（ソニー・ミュージックレーベルズ）[25]
- 編集・監督 - 下山天、杉山嘉一
- 製作 - 堤天心、岡田美穂
- 企画 - 本多利彦、小寺健太、柳原祥広
- プロデューサー - 宮本敬、池田篤史、林絵理、岩本勤
- 制作協力 - コクーン
- 制作著作 - U-NEXT、カンテレ

### 放送日程
| 話数  | 放送日 （関西テレビ） | 放送日 （BSフジ） | 監督     |
| ----- | --------------------- | ----------------- | -------- |
| 第1話 | 2020年3月6日          | 2020年11月15日    | 下山天   |
| 第2話 | 2020年3月13日         | 2020年11月22日    | 下山天   |
| 第3話 | 2020年3月20日         | 2020年11月29日    | 下山天   |
| 第4話 | 2020年3月27日         | 2020年12月6日     | 杉山嘉一 |
| 第5話 | 2020年4月3日          | 2020年12月13日    | 杉山嘉一 |
| 第6話 | 2020年4月10日         | 2020年12月20日    | 杉山嘉一 |
| 第7話 | 2020年4月17日         | 2020年12月27日    | 下山天   |
| 第8話 | 2020年4月24日         | 2020年12月27日    | 下山天   |

| 関西テレビ カンテレドラマらぼ                     | 関西テレビ カンテレドラマらぼ                               | 関西テレビ カンテレドラマらぼ |
| 前番組                                            | 番組名                                                      | 次番組                        |
| ------------------------------------------------- | ----------------------------------------------------------- | ----------------------------- |
| 『このミス』大賞ドラマシリーズ 連続殺人鬼カエル男 | 『このミス』大賞ドラマシリーズ そして、ユリコは一人になった | 東京男子図鑑                  |